# Gestirn
Gestirn (von althochdeutsch gistirni Sterne), ist der umgangssprachliche Sammelbegriff für größere, mit freiem Auge sichtbare Himmelskörper, wie z. B. Sonne, Mond, helle Planeten und Sterne. Letztere umfassen jene Himmelskörper, die freiäugig als Punkte erscheinen, und wurden in der frühen Astronomie in Fixsterne und Wandelsterne (Planeten) unterteilt, letztere zusammen mit Sonne und Mond als Wandelgestirne.
Gelegentlich werden auch helle Kometen („Schweifsterne“) und auffällige Sternhaufen als Gestirn bezeichnet – z. B. Sterngruppen wie das „Siebengestirn“ (Plejaden) und das „Regengestirn“ (Hyaden), beide im Sternbild Stier.
Als Zentralgestirn eines Planetensystems bezeichnet man den Fixstern (oder die Fixsterne) nahe dem Massenschwerpunkt des Systems (Baryzentrum). So ist die Sonne das Zentralgestirn des Sonnensystems.
In der Astrologie werden die Elemente eines Horoskops als Gestirn bezeichnet, deren Aspekte betrachtet werden. Dazu gehören neben den Planeten des Horoskops auch bestimmte Punkte des Tierkreises wie Aszendent oder Medium coeli.